# 日本國鐵165系電聯車
日本國鐵165系電聯車是日本國鐵於1963年啟用的電聯車。

## 歷史
1960 年代初期，日本本州的中央本線和信越本線進行了電氣化，但較早期的153型電聯車乃是針對溫暖地區的坡度平緩路線設計，因此需要設計新型的大出力電聯車以行駛大坡度與寒冷氣候地區的路線。由於設計目標乃做為急行或特急列車使用，每側僅有兩個車門。

### 165型和153型的差別
- 主電動機输出由 100 kW 增加到 120 kW
- 針對大雪和寒冷氣候的設計

### 各子型（最初設計）
- KuMoHa 165（クモハ165） ：動力駕駛車，76个座位。从 1963 年到 1970 年制造了 145 辆车。与 MoHa 164型聯結。
- KuHa 165（クハ165） ：駕駛車， 76个座位。从 1963 年到 1970 年制造了 210 辆车。
- MoHa 164（モハ164） ：有集電弓、空气压缩机和电动发电机的動力車。 84个座位。从 1963 年到 1970 年制造了 166 辆。
- Moha 165（モハ165） ：動力車，84个座位。从 1963 年到 1969 年制造了 21 辆。与 MoHa 164型聯結。
- SaHa 164（サハ164） ：無動力中間車，56个座位。 1966 年生产了两辆车。有車內販賣處。
- SaHa 165（サハ165） ：無動力中間車，84个座位。 1969 年生产了 11 辆车。
- SaRo 165（サロ165） ：無動力中間車。绿色車廂。
- SaHaShi 165（サハシ165）: 無動力中間車。有簡餐室與普通艙等座位（36个座位）。 1963年制造了12辆车。以蕎麥麵攤位取代了 153 型電聯車的寿司攤位。

## 改裝為特別列車
有些 165 型車改裝為特別列車。
- 油菜花號（和式電車「なのはな」） ：第一辆以電聯車編組的特別列車，於1986年3月首航，1998年8月停駛。
- 阿爾卑斯全景特快（パノラマエクスプレスアルプス）：1986 年改装的 3+3 編組，行駛中央本线和大糸线，于 2001 年停駛，後於 2002 年出售给富士急行，成为富士急行 2000 型富士山特快。
- 穿梭舞滨（シャトル・マイハマ）
- 悠悠东海（ゆうゆう東海）：1989年7月28日啟用，1999年11月15日退役。

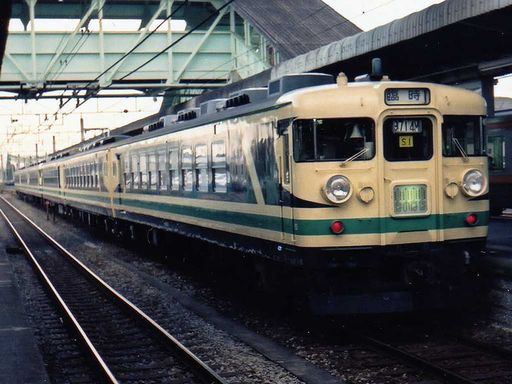
油菜花號，约 1990 年
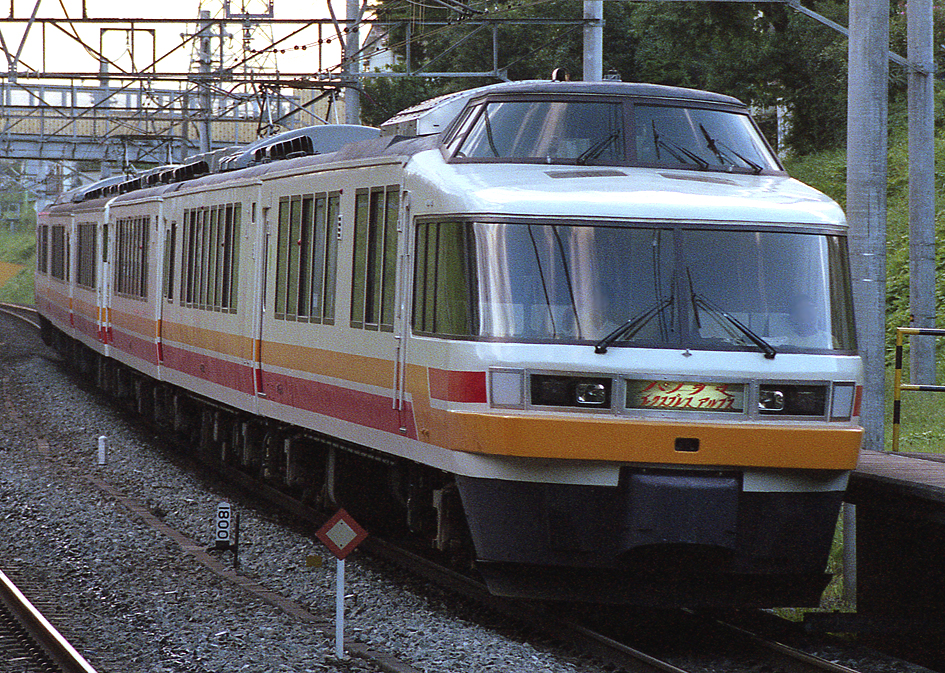
阿爾卑斯全景特快
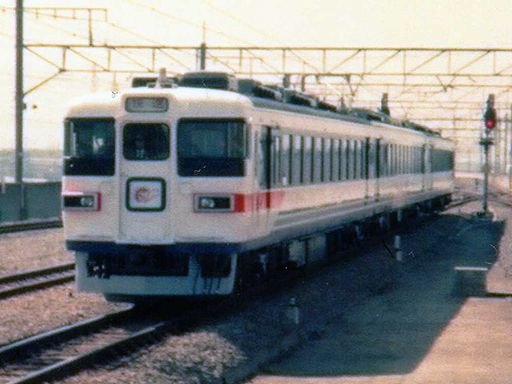
穿梭舞濱號， 1990 年 3 月
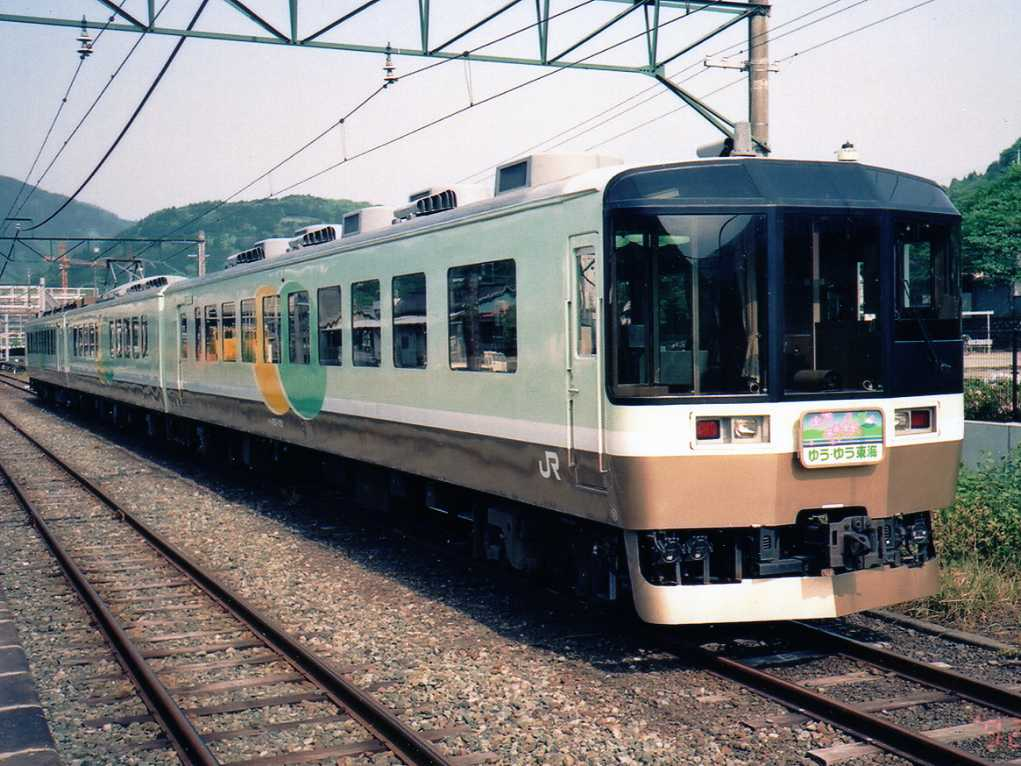
悠悠東海號，1992年山北站
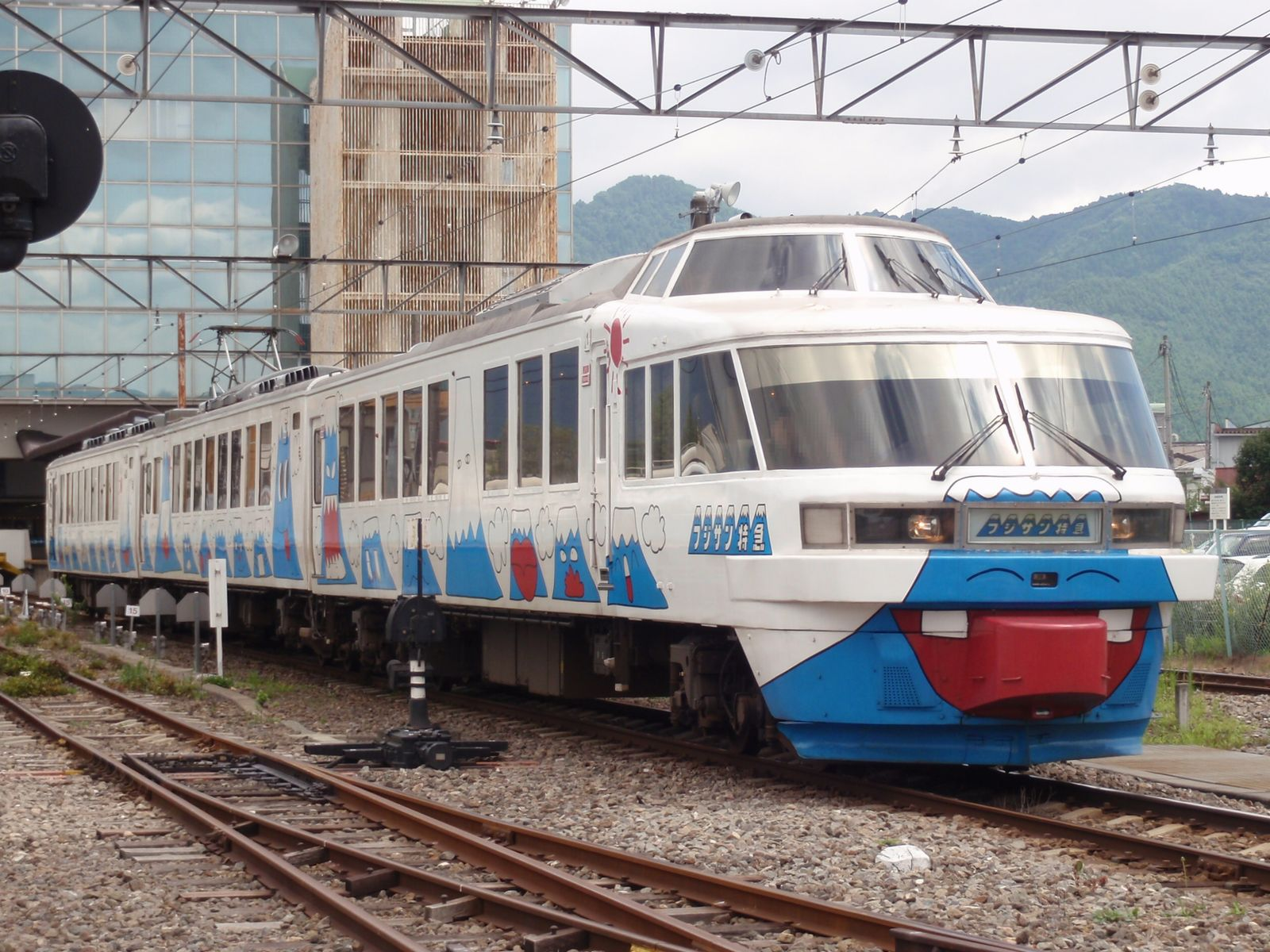
富士急行2000型，富士山特快，2009年8月

## 轉售
1992年，9辆退役165型售與秩父铁道，改為秩父铁道3000型，每編組3节车，用于行駛快車。 

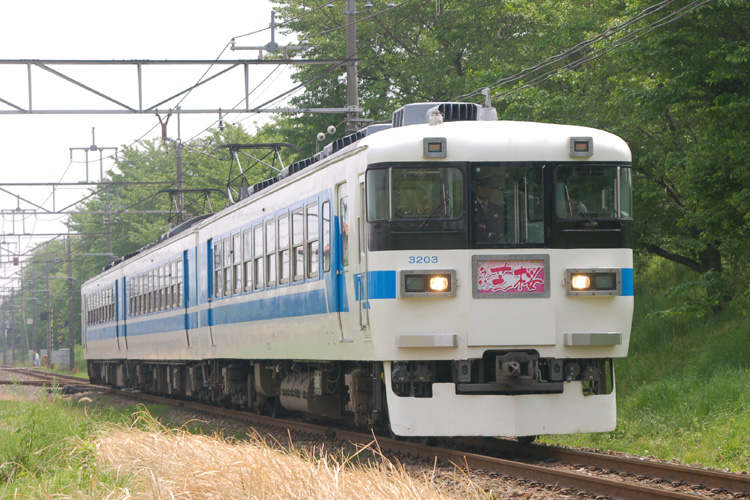
秩父铁道 3000 型電聯車，2006 年 5 月

## 保留車
- KuHa 165-120 ，長期停放在岐阜县美浓加茂的美濃太田車輛區，于 2013 年 2 月經公路運輸送往滨松車輛區[2]
- KuMoHa 165-108 ，東急車輛 1966 年製造，保存於名古屋磁浮鐵道館。[3]
- MoHa 164-72，停放在岐阜县美浓加茂的美濃太田車輛區[4]
- SaRo 165-106 ，帝國車輛 1967 年製造，保存於名古屋磁浮鐵道館。[3]

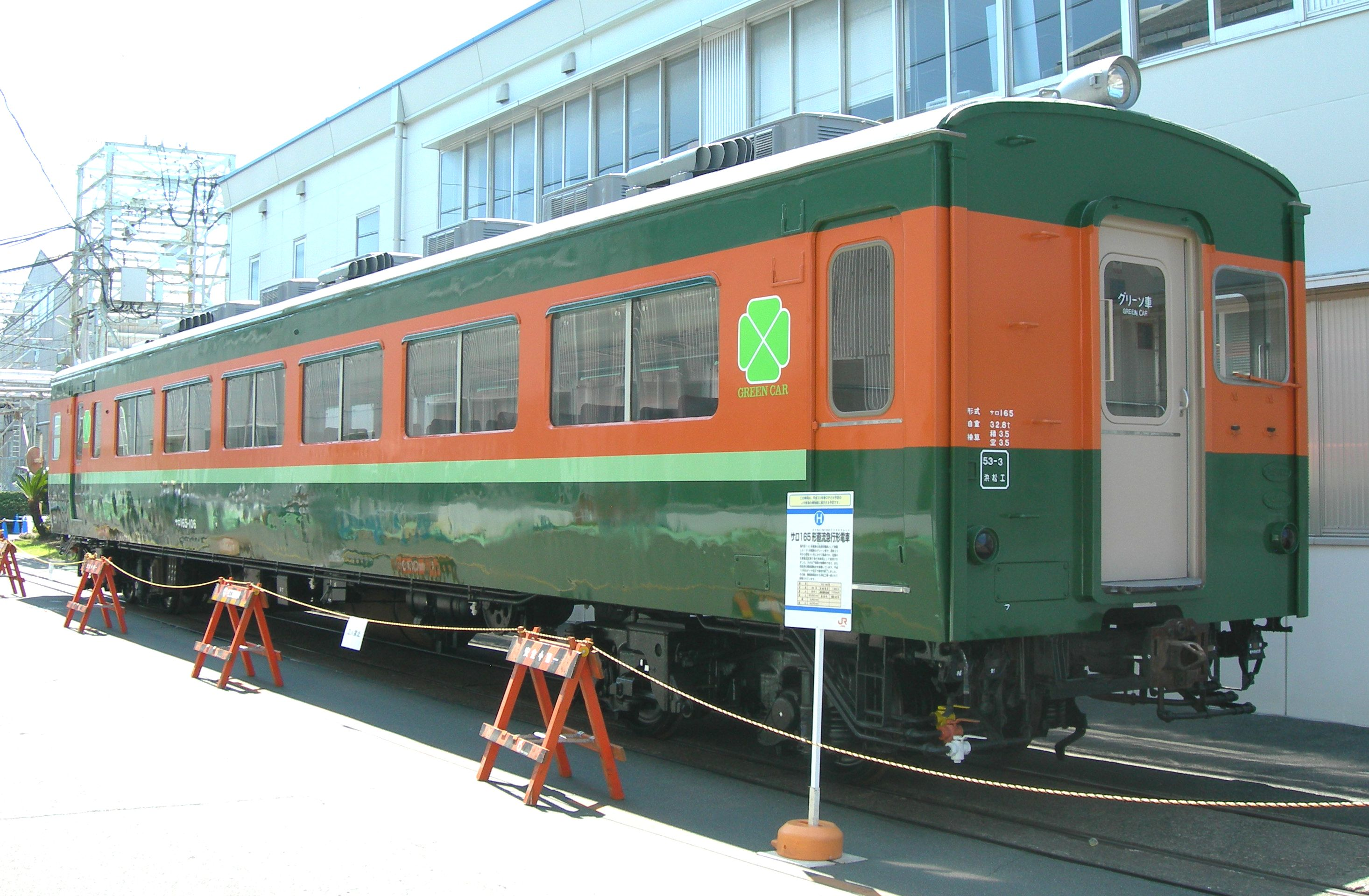
SaRo 165-106，保存于滨松機廠，2010 年 7 月